# Ключ 165
Ключ 165 (трад. и упр. 釆) — ключ Канси со значением «различить»; один из 20, состоящих из семи штрихов.
В словаре Канси есть 14 символов (из 49 030), которые можно найти c этим радикалом.

## История
Современный иероглиф (следы диких зверей), внешне похожий на иероглиф «зерно» (ключ 115), произошел от древней идеограммы, изображавшей отпечаток следа животного или зверя.
В качестве ключевого знака используется редко.
- Вид в Цзиньвэнь
- Вид в Цзягувэнь
- Вид в большой печати Чжуаньшу
- Вид в малой печати Чжуаньшу

В словарях находится под номером 165.

## Примеры иероглифов
| Доп. штрихи | Иероглифы |
| ----------- | --------- |
| 0           | 釆        |
| 1           | 采        |
| 4           | 釈        |
| 5           | 釉 释     |
| 13          | 釋        |

- Примечание: Ваш браузер может отображать иероглифы неправильно.